# Phyllostegia rockii
Phyllostegia rockii är en kransblommig växtart som beskrevs av Earl Edward Sherff. Phyllostegia rockii ingår i släktet Phyllostegia och familjen kransblommiga växter. Inga underarter finns listade i Catalogue of Life.